# Glass Window
Glass Window - міст, що побудований на Багамах, в північній частині острова Ельютера, за 3 км на схід від містечка Лоуер-Бог. Острів Ельютера вважається місцем зустрічі Атлантичного океану і Карибського моря. Це найкращий майданчик, звідки можна спостерігати це надзвичайно красиве явище - міст Glass Window, розташований у найвужчій частині острова. Його ширина становить всього дев'ять метрів, і на одній його стороні відкривається вид на бирюзово-зелене Карибське море, а по іншу сторону на темно-сині води Атлантики. Причому, вода по різні сторони острова розрізняється не тільки кольором: в той час як в Атлантичному океані вода весь час вирує, гладь Карибського моря залишається спокійною.
До 1940-х років північна і південна частини острова Ельютера з'єднувалися природним кам'яним перешийком, проте кілька найпотужніших ураганів стали причиною його руйнування. Побудований на цьому місці новий бетонний міст простояв до 1999 року, поки не став жертвою урагану "Флойд". Переправа була повністю зруйнована, а сполучення між півднем і північчю острова перерване. Міст був відновлений лише через кілька місяців, але міст реставрується і по сей день - ремонтні роботи на Glass Window ведуться постійно: робочі щорічно займаються зміцненням берегової лінії і змінюють пошкоджений стихією асфальт на новий.